# Semisulcospiridae
Semisulcospiridae zijn een familie van weekdieren uit de klasse van de Gastropoda (slakken). Tot 2009 werd de familie beschouwd als de onderfamilie Semisulcospirinae en behoorde tot de familie Pleuroceridae maar werd in 2009 verheven tot de familie Semisulcospiridae.

## Taxonomie
De volgende geslachten zijn bij de familie ingedeeld:
- Hua Chen, 1943
- Juga H. Adams & A. Adams, 1854
- Koreoleptoxis J. B. Burch & Jung,, 1988
- Namrutua Abbott, 1948
- Semisulcospira O. Boettger, 1886
- Senckenbergia Yen, 1939

### Synoniemen
- Biwamelania Matsuoka, 1985 => Semisulcospira O. Böttger, 1886
- Koreanomelania J. B. Burch & Jung, 1988 => Koreoleptoxis J. B. Burch & Jung, 1988
- Parajuga Prozorova & Starobogatov, 2004 => Juga H. Adams & A. Adams, 1854